# Енглески грађански рат
Енглески грађански рат, понекад зван и Енглеска револуција, јесте назив за низ оружаних сукоба који су се одиграли на Британском острву средином 17. века, а који свој извор имају у сукобу између енглеског краља Чарлса I и енглеског Парламента, тј. између ројалиста и парламентараца. Од 1642. до 1660. године вођена су четири грађанска рата на Британским острвима:
- Први грађански рат (1642—1647)
- Други грађански рат (1648—1649)
- Ирски рат (1641—1653) и
- Шкотски рат (1639—1651).

Сукоб је био политичке и верске природе. Чарлс је наследио енглеско престо од бившег шкотског краља Џејмса I из династије Стјуарт. Иако је био номинални поглавар Англиканске цркве, многи су га у Енглеској сматрали прикривеним католиком. Чарлс је такође сматрао да енглески владар, попут осталих у Европи тог доба, има божанско право владања и да нико, укључујући Парламент нема право да доводи у питање његов ауторитет и одлуке. С друге стране у Енглеској и Шкотској у то доба наставио је да цвета протестантизам у екстремним облицима, укључујући пуританизам чији су представници стјуартовску монархију држали раскалашном и грешном.
Чарлсов покушај заустављања таквих тенденција у Шкотској довео је до Бискупских ратова у којима је његова војска срамотно потучена, а Парламент одбио даље финансирање војних операција те се Чарлс за помоћ обратио својим католичким поданицима у Ирској, што је 1642. године довело до стварања две војске – краљеве и парламентарне – које су се почеле сукобљавати једна с другом након безуспешних преговора између краља и Дугог парламента, након што је парламент послао краљу листу са деветнаест предлога где су тражили већи удео у власти и управљању, што је краљ одбио.
Рат је трајао три године и након почетног низа неодлучних битака дошла је до изражаја економска премоћ градова, који су подржавали Парламент, над селом и руралним срединама које су подржавале краља. Парламентарци су имали већи елан, али и способнијег заповедника у лику Оливера Кромвела чијом је заслугом Чарлс коначно поражен и заробљен године 1645. Два одлучујућа сукоба су били битка код Насебија 14. јуна и битка код Ленгпорта 10. јула где је краљ изгубио знатни део војске. Након заробљавања краља Први енглески грађански рат је окончан.
Три године касније, док је Парламент одлучивао о краљевој судбини, поновно је избила ројалистичка побуна – други грађански рат. Екстремисти у парламентарној странци су то искористили као прилику за пуч, па је Чарлсу суђено за издају и погубљен јануара 1649. године.
1650. године Чарлс II је крунисан за краља Шкотске у замену за пристанак да се створи презбетеријанска црква у Енглеској и Шкотској.
Кромвел је после сузбио ројалистичке побуне на челу с Чарлсовим сином Чарлсом II у Ирској и Шкотској. То је имало нарочито тешке последице у Ирској, где је убијено око 30% становништва, а све земље у власништву католика су конфисковане и предане Кромвеловим ветеранима.
Као последица ратова Енглеска је постала република, односно диктатура на челу с Оливером Кромвелом. Иако је кромвеловски режим нестао недуго након његове смрти те се Чарлс II вратио на престо, рат је као трајну последицу оставио напуштање концепта о божанском праву краљева, па су сви будући енглески краљеви били присиљени да владају уз благослов законодавне власти уз сагласност парламента. Зато се сматра да је управо енглески грађански рат заслужан за стварање модерне демократије на Британском острву, односно концепта либералне демократије у данашњем западном свету.
Кад је 1707. године формирана Краљевина Велика Британија владарска начела су била у складу са актима Уније и није био заступљен класичан вид монархије, што је Уједињено Краљевство поштедело таласа револуција који се догодио у Европи 1840.-их година, а све у циљу свргавања монархија.